# Salus Tessera
La Salus Tessera è una struttura geologica della superficie di Venere.